# Quik Is the Name
Quik Is the Name è l'album di debutto del rapper statunitense DJ Quik, pubblicato il 15 gennaio del 1991. L'album è pubblicato per i mercati di Stati Uniti e Regno Unito da Profile. Nel 1998 è commercializzato nuovamente nel mercato statunitense sotto le etichette Profile e Arista, quindi nel 2017 è ripubblicato da Profile, Legacy e Sony Music.
Il 30 maggio 1991 è certificato disco d'oro dalla RIAA e il 26 luglio 1995 è certificato disco di platino per il milione di unità vendute.
Nel 1998, la rivista The Source lo inserisce nella sua lista dei 100 migliori album hip hop.
| Recensione           | Giudizio |
| -------------------- | -------- |
| AllMusic             | [ 1 ]    |
| RapReviews           | [ 5 ]    |
| Entertainment Weekly | B+       |
| Robert Christgau     | flop     |

## Tracce
1. Sweet Black Pussy – 4:20
2. Tonite – 5:23
3. Born and Raised in Compton – 3:25
4. Deep – 3:42
5. Tha Bombudd – 3:47
6. Dedication – 1:30
7. Quik Is the Name – 2:46
8. Loked Out Hood – 2:50
9. 8 Ball – 3:30
10. Quik's Groove – 1:50
11. Tear It Off – 3:46
12. I Got That Feelin' – 3:38
13. Skanless – 2:54

Durata totale: 43:21

## Classifiche

### Classifiche settimanali
| Classifica (1991)         | Posizione massima |
| ------------------------- | ----------------- |
| Stati Uniti               | 29                |
| US Top R&B/Hip-Hop Albums | 9                 |

### Classifiche di fine anno
| Classifica (1991)         | Posizione massima |
| ------------------------- | ----------------- |
| Stati Uniti               | 64                |
| US Top R&B/Hip-Hop Albums | 17                |